# Фраерман, Теофил Борисович
Теофил Борисович Фраерман (Teofil Fraerman, Teo Fra, 2 (16) марта 1883, Бердичев, Российская империя — 7 января 1957, Одесса, УССР) — известный украинский художник и педагог, ученик Костанди К. К., Габриеля Форрие и Бонна Леона. Один из «одесских парижан», также был одним из организаторов и лидеров «Общества Независимых художников».
Организатор Одесского музея западного и восточного искусства (1919—1920), в котором работал почти 30 лет. Профессор-руководитель кафедры живописи в Одесском художественном училище имени М. Б. Грекова. Профессор кафедры графики и рисунка Одесского инженерно-строительного института. За 30 лет преподавания вырастил целую плеяду художников и архитекторов. Его учениками были : народный художник СССР Е. А. Кибрик, О. А. Соколов, Д.Фрумина, В. И. Поляков, заслуженный художник УССР Н. А. Шелюто, профессор А.Постель, С. Б. Отрощенко, художник-соцреалист Лукин С. И., Ю.Егоров и многие другие.
Фраерман являлся членом одесского Союза художников Украины, членом Правления и организационного комитета ССХУ. Был членом Учёного совета Одесского историко-краеведческого музея. В 1903—1914 годах жил в Париже и в 1914—1917 гг. в Лондоне. С 1909 года участвовал в парижских Осенних Салонах, где был избран действительным и постоянным членом жюри Осеннего Салона. Работал в мастерской Огюста Родена. Выставлялся вместе с Анри Матиссом.

## Биография
Теофил Борисович (Тевиль Берилевич) Фраерман родился 2 (16) марта 1883 в Бердичеве в семье кустаря-ремесленника. Позже семья переехала в Одессу.
С 13 лет работал подмастерьем у хозяина малярной мастерской, посещая воскресные курсы при Одесском художественном училище имени М. Б. Грекова.
В 1898 г. поступил в Училище и занимался в мастерской Костанди Кириаки. Несколько его ученических работ, написанных в реалистической манере, находятся сейчас в фондах Одесского музея.
В 1903 г. по совету Костанди поступил в мюнхенскую Академию Антона Ашбе, где в совершенстве овладел живописной техникой, но из-за академически-сухого стиля преподавания, пешком отправился в Париж и поселился в «Улье» (La ruche) на Монпарнасе. Вскоре начал работать в мастерской скульптора Аронсона, переводя его слепки в мрамор. По мрамору позже работал и в мастерской О. Родена. Работал в Люксембургском музее, принимал участие в устройстве различных выставок, отбирал экспонаты для закупок.
Поступив в 1905 г. в Академию изящных искусств (L’Ecole des beaux-arts), занимался у профессора живописного факультета Габриеля Форрие и в мастерской портретиста Леона Бонна. Ещё до окончания Академии его работы, подписанные «Тео Фра», были выставлены в Осеннем Салоне (Salon d’Automne) 1909 г. и сразу были приобретены коллекционерами и меценатами.
После очередной выставки в Осеннем Салоне был избран действительным и постоянным членом его жюри. Участвовал также в Салоне Независимых (Salon d’Independents), и в других выставках. Периодические издания отмечали его работы как одни из лучших, помещали их репродукции.
Биографический Словарь художников Э. Бенези (E. Benezit, Dictionnaire critique et documentaire
des peintress (…) de tous les temps (…), v. 2, Paris, 1913, p. 323—324) сообщает о нём: «Французская школа. Участник и призёр выставок Осеннего Салона».
Встречался со многими французскими и русскими художниками и писателями, особенно близко подружившись с Матиссом Анри и Франсом Анатолем. В 1914 г. после начала первой мировой войны уехал в Лондон, где задержался на 3 года. Узнав о Февральской революции в России, через Архангельск добирается до Одессы, надеясь вернуться в Париж после войны. 1(14) сентября 1917 г. прибывает в Одессу и активно участвует в организации «Общества независимых художников». Начиная с первой выставки Независимых (ноябрь 1917), участвует и в остальных. Из-за болезни матери он не может покинуть Одессу, как другие «одесские парижане», а после 1920 г. — с установлением советской власти — это уже невозможно. Судьба картин, оставшихся в Париже и в Лондоне, навсегда осталась неизвестной, кроме выкупленной из одесского комиссионного магазина «Парижской улицы», каким-то образом через много лет попавшей туда. Часть картин, написанных в это время и приобретенных Я. Переменном, была вывезена им в Израиль (Эрец-Исраель) в 1919 г.
Как член комиссии по охране памятников искусства и старины Т.Б. приступает к организации художественных музеев, занимаясь отбором, атрибуцией и закупкой предметов искусства, а также организацией выставок. С открытием в 1920 г. Одесского Государственного Художественного музея, который разместился в бывшем особняке семьи графов Толстых по адресу Сабанеев мост д. 4, стал его директором. После поэтапной музейной реорганизации и передачи комплекса зданий бывшей графской усадьбы в 1934 г. Дому учёных, заведует отделом западной живописи в здании музея на ул. Пушкинской д.9 (по 1949 г., кроме трёх лет эвакуации). Какое-то время работает директором Одесского музея русского и украинского искусства.
В 1918 г. избран преподавателем Академии Общества Независимых, а с 1919 г. преподаёт в Одесском Художественном институте, переименованном в 1935 г. в Одесское художественное училище (с сохранением статуса высшего учебного заведения). В 1920 г. избран профессором-руководителем кафедры живописи, и позже утверждён Наркомпросом в учёном звании профессора.
Его научные работы: «150 лет изобразительного искусства Одессы», «Цвет в архитектуре Украины» (совместно с профессором Постелем); монография, посвящённая творчеству и педагогической деятельности К. К. Костанди.
В 1928 г. женился на студентке скульптурного отделения Художественного института Лидии Владимировне Пестряковой (1910—1981), с которой прожил 29 лет — до конца жизни.
В середине 30-х гг. подвергался нападкам за «формализм» и «космополитизм». Был изгнан из Художественного института и восстановлен позже по распоряжению из Москвы.
Ещё до этого начал преподавать в Одесском инженерно-строительном институте на архитектурном факультете в качестве заведующего кафедры рисунка и графики. Ежедневно работая творчески, но оказавшись в «чёрных списках» формалистов, вынужден скрывать свои работы, предпочитая неизвестность необходимости кривить душой, отказываясь от служения высокому искусству.
С первых дней Великой Отечественной войны активно участвовал в сохранности и подготовке к эвакуации музейных ценностей в г. Уфу Башкирской АССР, где работал в музейных фондах Наркомпроса Украины, руководя работой по систематизации экспонатов. Несмотря на полное отсутствие в эвакуации условий для творчества, созданные им портреты и пейзажи этого времени выставлялись на художественных выставках Уфы.
Вернувшись из эвакуации в 1944 г., Т.Б. снова начал преподавать в Одесском инженерно-строительном институте и по совместительству в Одесском художественном училище, так же по совместительству заведуя отделом западного искусства в Музее, сразу же приступив к его восстановлению. В 1947 г. за эту деятельность награждён медалью. В 1949 г. после запрета совместительства оставил работу в Художественном училище и в Музее, перед этим успев ещё организовать первую на Украине выставку Нико Пиросманишвили.
В 1951 г. из-за обострившейся болезни сердца вышел на пенсию. В последние годы жизни, создал серию гуашей «Бытовые картинки Запада», как всегда проникнутных «парижским духом» и отмеченных сдержанным и тонким колоритом. Но, как и раньше, видеть их могут только несколько близких друзей — во избежание новых гонений. 7 января 1957 г. Теофил Борисович скончался.
Первая посмертная персональная выставка была открыта в Киеве Союзом художников УССР в мае 1957 г. (в короткий период «оттепели»). Вторая — в июле того же года в Одессе. Многие картины были приобретены музеями Киева, Одессы, Харькова, Николаева, Полтавы, Львова, Донецка, Запорожья. Министерство культуры СССР приняло ряд работ для продажи на экспорт. Некоторые работы оказались в частных собраниях и экспонировались на персональной выставке в Одессой художественной галерее к столетию со дня рождения.
В марте 1992 г. в Университете Балтимора (США) экспонировались работы Т. Б. Фраермана. Восемь картин из коллекции Я. Перемена вместе с работами других «одесских парижан» в 2010 г. были приобретены на аукционе Сотби.

## Выставки
- 1909—1914, Париж Осенние Салоны (Salons d’Automne)
  - салон Независимых
  - салон на Елисейских полях
  - салон на Марсовом поле
  - выставки юмористов
  - выставки декораторов (панно)
- 1917—1919, Одесса: выставки Общества Независимых художников
- апрель 1920, Тель-Авив, Израиль: выставка «одесских парижан» в галерее Я. Перемена
- 1927, Киев: республиканская выставка
- 1928, Киев: всеукраинская выставка
- 1932, Львов: выставка современной украинской графики
- 1936, Израиль: выставка «одесских парижан» из коллекции Я.Перемена
- 1943, Уфа: художественная выставка
- 1944, Киев: выставка работ украинских художников
- 1947, Одесса: выставка одесских художников, посвящённая ХХХ годрвщине ВОСР
- май 1957, Киев: персональная посмертная выставка (87 работ)
- июль 1957, Одесса: персональная посмертная выставка в Одесской картинной галерее
- 1957, Одесса: выставка работ «Независимых» в помещении газеты «Комсомольская искра»
- 1974, Москва: выставка картин из частных собраний
- 1976, Одесса: выставка дореволюционной и советской живописи из частных собраний
- 1983, Одесса: персональная выставка к столетию со дня рождения в Одесской художественной галерее картины из разных музеев Украины и из частных коллекций)
- 1992, Балтимор, США: персональная выставка в университете
- 2002, Тель-Авив, Израиль: выставка "Одесские парижане"в Художественном музее
- 6 мая 2006, Рамат-Ган, Израиль: в Музее русского искусства им. Цейтлиных
- апрель 2010, Киев: выставка «одесских парижан» из собрания Я. Перемена (перед аукционом Сотби)

## Ученики Фраермана
| * Валентин Дмитриевич Хрущ — украинский художник, один из создателей одесской школы неофициального искусства. - Е. А. Кибрик — народный художник СССР академик - Н. А. Шелюто — заслуженный деятель искусствУССР - Соколов, Олег Аркадьевич - Фрумина, Дина Михайловна - Егоров, Юрий Николаевич - Л. Файленбоген - Рубинштейн, Давид Исаакович - Лукин, Сергей Иванович - Илья Шенкер - Д. К. Малыш - Михаил Иванов - Г. Титов - Т. Хитрова - Коган-Шац - Л. Пономарёва | - А. Широков - В. В. Стрельников - С. Б. Отрощенко - Г. Н. Павлюк - Д. И. Рубинштейн - И. М. Гурвич - Э. С. Гороховский - И. Л. Кац - В. П. Лаврова-Солдатова - В. И. Поляков - Б. М. Винтенко - А. А. Бертик | - Р. Э. Нудельман - Э. П. Визина - М. Ф. Безчастный (архитектор) - Г. И. Бельцов - Цейтлин - Гринштейн - К. Крылов - Ц. Стоянов - А. Ткачёв - Л. Дукович - Б. Герус - А. Векслер |

Студенты-заочники (1945—1951)
| - Е. Т. Вейцман - К. Э. Берман - Паглин - Зилманенюк | - Штерн - Комкова - Бондаренко - Светлица | - Начечин - Шоймер - Вайнгурт |